# La notte brava
La notte brava è un film, del 1959, diretto da Mauro Bolognini, tratto da un racconto di Pier Paolo Pasolini contenuto nella sua raccolta Alì dagli occhi azzurri. Pasolini ha inoltre preso parte alla stesura della sceneggiatura.

## Trama
A Caracalla due borgatari romani, Scintillone e Ruggeretto, fanno salire in macchina due giovani prostitute, Anna e Supplizia, che stavano litigando per motivi di "zona", allo scopo di passare inosservati alla Polizia mentre tentano di piazzare alcuni fucili rubati. Arrivati a casa del Mosciarella, lo trovano alle prese con il funerale della sorella e, non sapendo cosa fare, accettano la proposta del nipote del ricettatore, Gino, detto Er Bella Bella, che in cambio di un compenso promette di liberarli della merce.

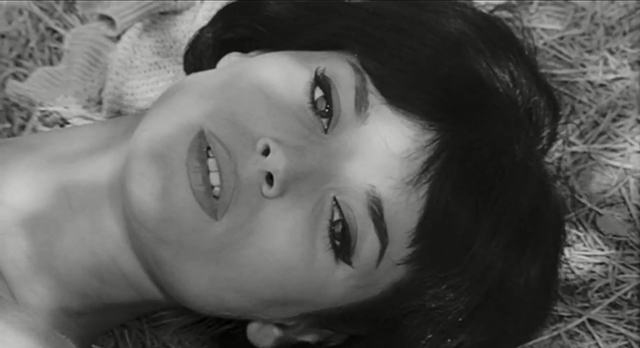
Elsa Martinelli in una scena del film

L'amico di Gino però in quel momento si trova in disgrazia e le due ragazze, rendendosi conto del motivo per cui sono state caricate, suggeriscono ai tre di recarsi a Fiumicino dove si trova Frustoni, il sordomuto, un altro ricettatore. Una volta a destinazione, con l'aiuto di Nicoletta, un'altra prostituta conosciuta dalle altre due, si riesce a combinare l'affare. Tornando a Roma le tre coppie si fermano lungo la strada di campagna e si appartano per "festeggiare", ma poi i ragazzi, finito il divertimento, scappano lasciando le ragazze a piedi e iniziano a discutere in merito alla spartizione del denaro: è allora che si accorgono che Anna, insospettita quanto le sue colleghe, ha rubato il portafoglio a Scintillone.
I tre tornano precipitosamente indietro ma le ragazze sono scomparse, non dandosi per vinti si recano a Caracalla a cercare informazioni ma le altre prostitute sono reticenti. Allora, vista una bella automobile incustodita, tentano di rubare una macchina fotografica lasciata sul sedile, ma vengono sorpresi dai proprietari, tre ragazzi della Roma bene: Achille, detto il Moretto, Pepito e un terzo compagno. Comincia una zuffa, subito interrotta dall'arrivo della Polizia, e i tre ragazzi bene portano via i tre borgatari in apparenza per toglierli dai guai, ma in effetti per andare in un posto isolato dove ottenere soddisfazione.
Arrivato a destinazione però il gruppo decide di non seguitare nel litigio e di passare la serata insieme. Dopo un passaggio in un bar i sei transitano nuovamente nella zona di Caracalla dove incontrano Nicoletta: avendo riscontrato che non ha il denaro e che Anna e Supplizia l'hanno abbandonata, si sfogano gettandole addosso dei rifiuti e l'acqua di certi vasi di fiori. Proseguendo nella serata, donano il sangue in un centro mobile e poi tutti insieme vanno a casa di Achille per rifocillarsi. Quest'ultimo sembra mostrare una certa ambiguità sessuale, solo accennata in precedenza nelle carezze fatte a un ragazzino nel prato dove il gruppo doveva battersi, mentre Ruggero fa la "conoscenza" di Laura, una graziosa biondina che dapprima si fa passare per la sorella di Achille e poi rivela di lavorare a servizio nella ricca abitazione.
Gino "richiama all'ordine" gli altri due, scappando dopo aver rubato un portafoglio ma, al momento della spartizione, intende trattenere tutti i soldi, circa 100.000 lire. Dal canto suo Ruggero vorrebbe riportare indietro il maltolto per non pregiudicarsi la possibilità di rivedere Laura. Mentre Ruggero e Gino si azzuffano, Scintillone si allontana in taxi dopo essersi impossessato del portafoglio. Arrivato a Torpignattara per cercare Rossana, una ragazza corteggiata in passato, viene a sapere che ora anche lei fa la vita, incoraggiata dal fidanzato Eliseo, e la ritrova in una balera: c'è anche Eliseo, ma la ragazza se ne libera per uscire con Scintillone. Andranno in un elegante locale nei pressi della Rupe Tarpea dove però Scintillone verrà prima cacciato in ricordo di certi precedenti e poi consegnato nelle mani della polizia.

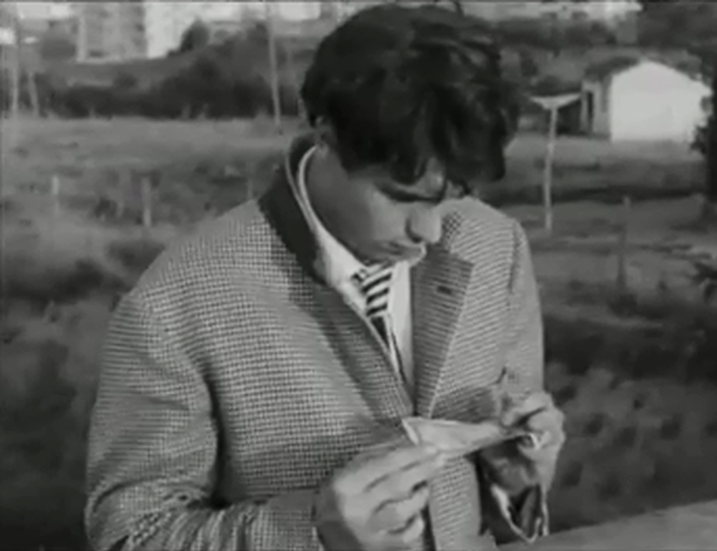
Laurent Terzieff nella scena finale del film

Rossana raccoglie i soldi lasciati da Scintillone, ma Ruggero sopraggiunge e la costringe a consegnargli il malloppo, poi la invita a unirsi a lui per proseguire la serata insieme. I due passano da un locale all'altro fino a quando arrivano a un ristorante ormai chiuso, che viene riaperto grazie a una lauta mancia elargita al maître e all'orchestra. Lì Ruggero si confida e fa capire la sua volontà di cambiare vita, offrendo a Rossana anche la prospettiva di un matrimonio, ma si trova di fronte al cinismo di lei. La serata finisce comunque in modo romantico, tra lunghi baci nel taxi del ritorno e un mazzo di rose selvatiche, raccolte lungo la strada.
Dopo un breve saluto Ruggero rimane solo nel taxi che lo riporta alla borgata e spende gli ultimi soldi per pagare la corsa. Alla fine della "notte brava", nella tasca della giacca non gli restano che 1.000 lire: come per lasciarsi alle spalle qualcosa che non gli appartiene e che non vuole più, Ruggero le getta sorridendo da un ponticello.

## Accoglienza

### Incassi
Il film ebbe un incasso accertato, a tutto il 31 marzo 1964, di Lire 470.932.000.

## Curiosità
- Il film segnò l'esordio nel cinema italiano di Tomas Milian.

## Riconoscimenti
- 1960 - Nastro d'argento
  - Miglior soggetto originale